# Хадамар
Хадамар (на немски: Hadamar) е град в район Лимбург-Вайлбург в Хесен, Германия със 169 964 жители (към 31 декември 2013). Намира се на река Елбах до Вестервалд между Кьолн и Франкфурт на Майн.
Името на града е споменато за пръв път като Хатимер през 832 г. в каролингски документ.
Между януари 1941 и март 1945 г. в Хадамар се намирал нациски лагер с газова камера, в който са убити около 14 500 недъгави и психично болни души.